# Red Velvet
Red Velvet (кор. 레드벨벳; яп. レッドベルベット; ром: Redeu Belbet; стилизуется как RV или rV; читается как Ред Вельвет) — южнокорейская гёрл-группа, сформированная в 2014 году компанией SM Entertainment, состоит из пяти участниц: Айрин, Сыльги, Вэнди, Джой и Йери. 1 августа 2014 года группа выпустила свой первый сингл «Happiness».
С момента своего дебюта Red Velvet выпустили два студийных альбома, одно переиздание и восемь мини-альбомов на корейском языке, причём девять из них возглавляют альбомный чарт Южной Кореи Gaon. Их синглы «Happiness», «Ice Cream Cake», «Dumb Dumb», «Russian Roulette», «Rookie», «Peek-a-Boo» и «Bad Boy» вошли в пятёрку лучших в цифровом чарте Gaon, в то время как их синглы «Red Flavor» и «Power Up» возглавили чарты после их релизов. Кроме того, они дебютировали в Японии в июле 2018 года с мини-альбомом #Cookie Jar. Red Velvet считается одной из самых популярных K-pop групп во всем мире по мнению Billboard, они получили несколько наград за музыку, хореографию и популярность, в том числе премию Golden Disc New Artist Award и в 2015 году премию Mnet Asian Music Award за «Лучшая женская группа» в 2017 году.
Red Velvet известены своей «двойной концепцией», названной «красной» и «бархатной» стороной, которые влияют на их стиль и музыку, которую они выпускают. «Красная» половина группы выпускает синглы преимущественно поп-жанра из-за своей яркой и более молодой природы. Их синглы «Ice Cream Cake», «Dumb Dumb» и «Red Flavor» являются такими примерами. Их более зрелая «бархатная» концепция породила треки в основном в жанре R&B. Их синглы «Automatic» и «Bad Boy» считаются частью концепции «Velvet». Они часто включают в себя другие жанры для двух сторон, смешивая их с такими жанрами, как электро-поп, хип-хоп и диско. Эта двойная концепция заслужила международную похвалу группы за их универсальность и разнообразную музыку.

## Пре-дебют
Трое из четырёх участниц Red Velvet состояли в предебютной команде S.M. Rookies. Первая присоединилась к агентству Сыльги — она прошла прослушивание в 2007 году. Айрин была следующей и пришла в 2009 году. Вэнди попала в SM Entertainment через «SM Global Audition» в Канаде в 2012 году. Джой, которая не была участницей S.M. Rookies, прошла прослушивание ‘SM Global Audition‘ в 2012 году в Сеуле.
В июле 2014 года ходили слухи, что SM Entertainment собрала новую женскую группу для дебюта, состоящую из трёх участниц S.M.Rookies — Айрин, Сыльги и Вэнди — вместе с другим стажёром, которой оказалась Джой. SM Entertainment сделала официальное заявление, что женская группа Red Velvet, состоящая из четырёх человек, дебютирует 1 августа 2014 года.

## Карьера

### 2014: Дебют, «Happiness» и «Be Natural»

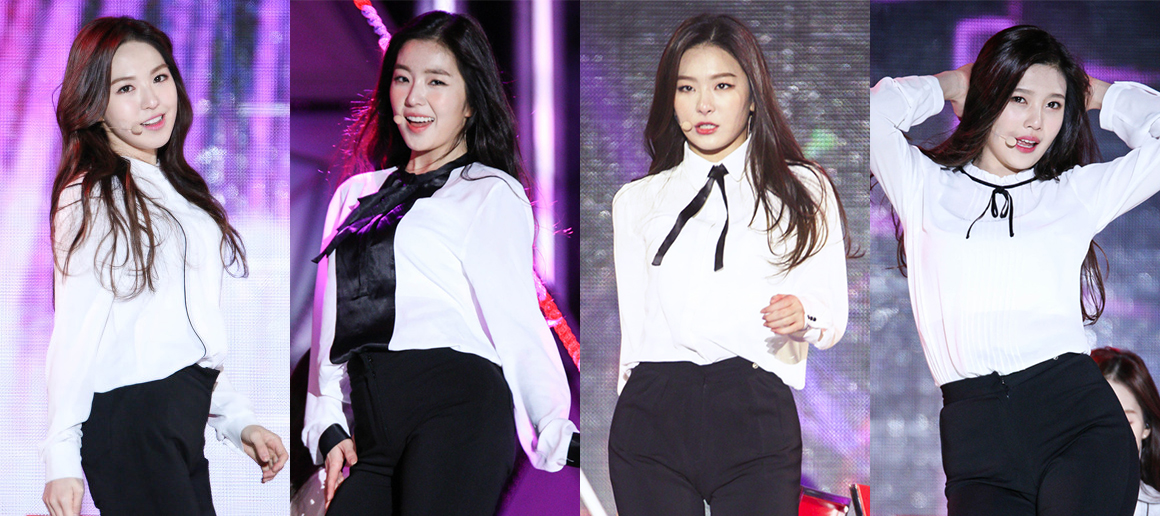
Red Velvet на The Show в декабре 2014

27 июля 2014 года Red Velvet выпустили тизер-видео к дебютной песне «Happiness».
Клип на главный сингл вышел 1 августа 2014 года, и в тот же день группа выступила на Music Bank.
Песня «Happiness» была выпущена 4 августа 2014 года через различные музыкальные онлайн чарты, такие как Melon, Genie и Naver Music. Новый сингл показал хорошие результаты для новичков и оказался на первом месте в музыкальном онлайн чарте Genie сразу после выпуска, а также расположился в топ-10 на Melon, Naver Music и других чартах. Также песня вышла на третьем месте в Сингапуре и Тайване, на четвёртом в Малайзии, на пятом в Таиланде и на девятом в Гонконге. Сингл попал в топ-10 на iTunes чарте песен после её выпуска 5 августа. Кроме того, клип «Happiness» достиг миллиона просмотров всего за 11 часов.
Вскоре после выхода клипа «Happiness», японские СМИ сообщили, что в нём присутствуют изображения, ссылающиеся на атомные бомбардировки Хиросимы и Нагасаки, а также на теракт 11 сентября. S.M. Entertainment объяснила, что изображения использовались только как источники коллажа, за ними не было никакого намерения.
Представитель добавил, что агентство удалит материал, который вызвал непонимание как можно скорее: «Мы позаботимся о том, чтобы такие вещи не происходили в будущем».
3 августа S.M. Entertainment удалила оригинальный видеоклип «Happiness» и загрузила отредактированную версию без спорных сцен. 9 октября Red Velvet выступает на M! Countdown и выпускает клип на их второй сингл, ремейк группы S.E.S., «Be natural».

### 2015: Первый мини-альбомIce Cream Cakeи добавление новой участницы. Первый полноформатный альбомThe Red.
11 марта, SM Entertainment анонсировала новый мини-альбом группы под названием Ice Cream Cake и назначил релиз на 18 марта. В тот же день было показано видео с новой участницей группы — Йери. Она тренировалась в S.M. Rookies. Йери присоединится к группе с выходом альбома. 14 марта группа выпустила предрелизный клип «Automatic».
13 марта S.M. Entertainment анонсировал мини-альбом в программе «Ice Cream TV». Участницы говорили об альбоме, поделились своими мыслями по поводу «камбэка», исполнили песни живьём. 15 марта было объявлено, что песни «Automatic» и «Ice Cream Cake» будут развиваться, как два заглавных сингла из альбома. Клип «Ice Cream Cake» вышел 15 марта.
Мини-альбом Ice Cream Cake возглавлял еженедельный чарт Gaon первую неделю. Он так же дебютировал со второй строчки в чарте Billboard «World Albums» и песня «Ice Cream Cake» находилась на третьем месте в чарте Billboard «World Digital Songs». 27 марта Red Velvet выиграли свою первую награду на музыкальном шоу Music Bank. 29 марта участницы выиграли вторую награду на музыкальном шоу Inkigayo. На музыкальном шоу The Show 31 марта Red Velvet взяли свою третью награду. Ещё одну награду взяли на муз. шоу Show Champion. Пятую награду взяли 2 апреля на M! Countdown. На Music Core взяли шестую награду.

В августе Red Velvet впервые выступили в США на KCON конвенции и музыкальном фестивале в Лос-Анджелесе.

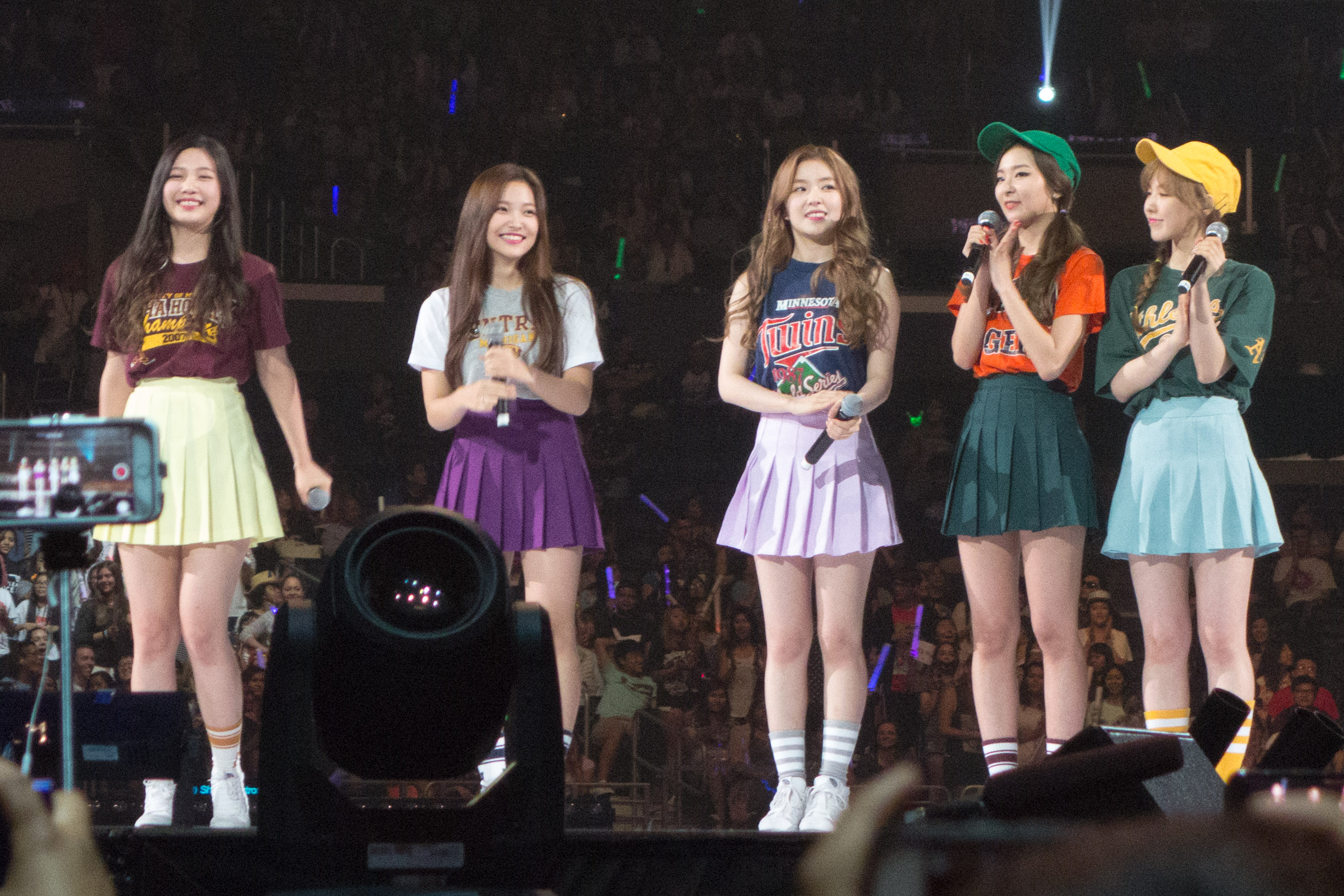
Red Velvet на KCON 2015 в Лос-Анджелесе

3 сентября через свой аккаунт в Инстаграм участницы группы сообщили о скором камбэке в виде первого полноформатного альбома The Red, релиз которого состоялся 9 сентября; альбом состоит из десяти треков, включая сингл «Dumb Dumb». В видеоклипе на эту песню рассказывается о девушке-подростке, начинающей вести себя глупо, влюбляясь. Клип снят на кукольной фабрике и выпущен 8 сентября. В целом, альбом был положительно встречен критиками. Джефф Бенджамин из Billboard назвал The Red «выразительным, солидным дебютным (полноформатным) альбомом», и отметил, что «это указывает на крупные шаги в игре, следуя по стопам их коллег по лейблу Girls' Generation и f(x)».
9 сентября состоялся релиз первого полноформатного альбома The Red, который вышел на 1 месте Billboard и южнокорейского чарта Gaon. Также THE RED попал в Billboard в список 10-ти лучших K-Pop альбомов 2015 года, где его описали как "один из самых приятных и экспериментальных годовых поп-альбомов. Практически сразу же был выложен видеоклип на лид-сингл «Dumb Dumb».
18 декабря группа приняла участие в специальном новогоднем проекте SM Entertainment Winter Garden, вместе с F(x) и BoA, выпустив цифровой сингл «Wish Tree».

### 2016: Второй мини-альбомThe Velvet, третий мини-альбомRussian Roulette

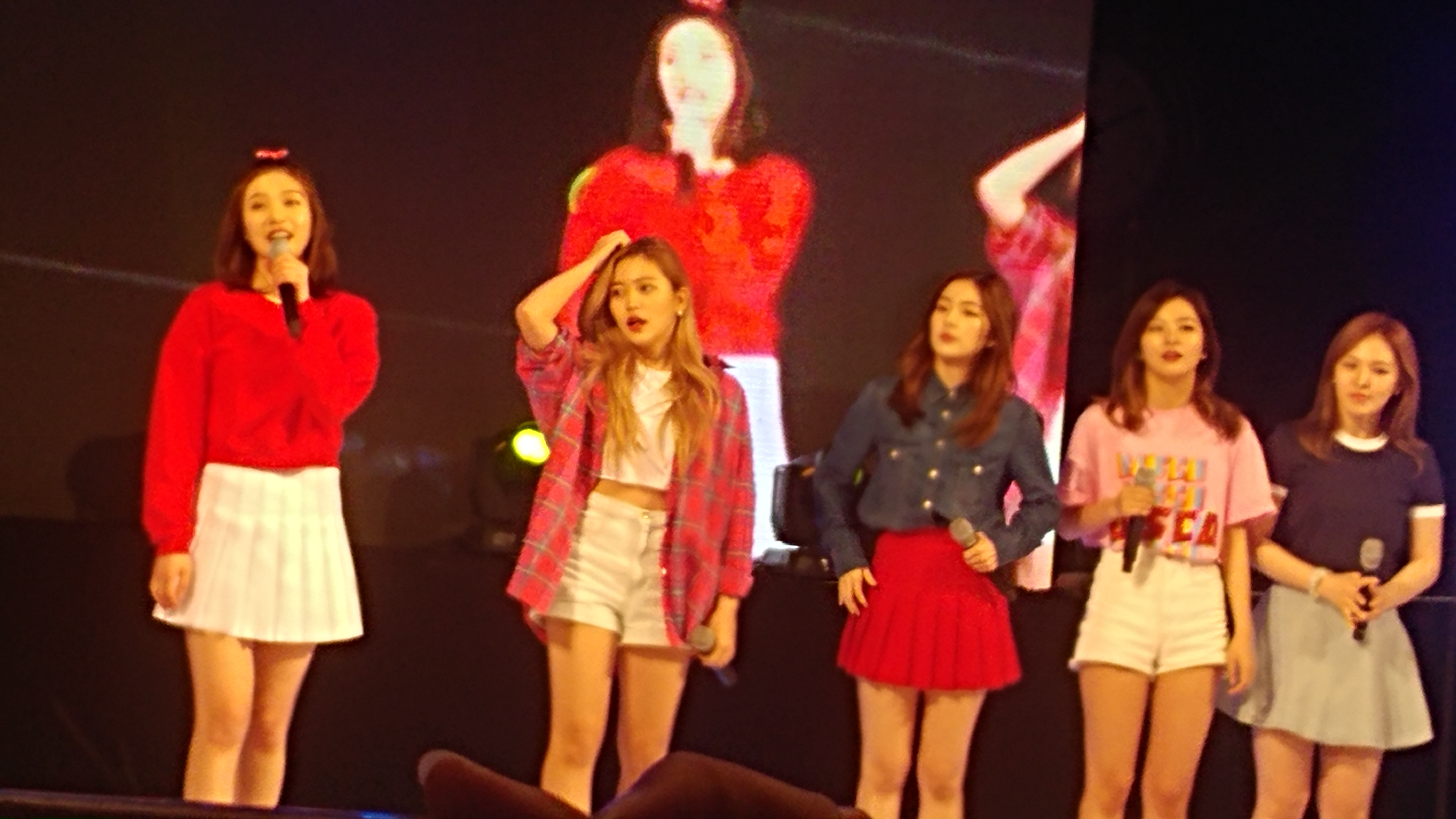
Red Velvet на фестивале университета Myongji University Festival в 2016

Ещё в октябре 2015 Вэнди сообщила об альбоме, следующем за их первой полноформатной работой. 2 марта стало известно, что клип на заглавный трек для нового материала уже был отснят. 10 марта в официальном инстаграм-аккаунте группы начали загружаться фото-тизеры к будущему камбэку, а также стало известно название заглавного трека будущего мини-альбома — «7월7일(One Of These Nights)». Сингл был описан как R&B-баллада с ровным ритмом.
Но за десять минут до официального релиза в цифровом и физическом виде было сделано объявление о переносе камбэка с шестнадцатого марта на семнадцатое. S.M. Entertainment объяснили это тем, что необходимо улучшить качество материала и повысить качество проделанной работы. Группа извинилась за инцидент в утреннем эфире Good Morning FM, во время которого они говорили о своём новом мини-альбоме и заглавном сингле.
Группа провела специальную трансляцию через приложение V 15 марта, показывая свои новые причёски, рассказывая о подготовке к камбэку.
Промоушен нового мини-альбома начался с выступления на шоу M!Countdown, где Red Velvet исполнили заглавный трек, а также «горячий» трек — «Cool Hot Sweet Love».
Образы группы в клипе были вдохновлены диснеевскими принцессами: Айрин — Белоснежка, Йери — Спящая Красавица (Аврора), Вэнди — Русалочка (Ариэль), Джой — Бэлль, Сыльги — Золушка. Йери также упомянула эту особенность в онлайн-трансляции.
28 мая SM Entertainment сделала заявление, что Red Velvet вернутся на сцену в июле.
31 августа был выложен первый фото-тизер с Вэнди в официальном инстаграме группы.
1 сентября стало известно о названии заглавного трека Russian Roulette. Также стало известно, что трек записан в жанре синти-поп. Стало ясно, что новый мини-альбом будет исполнен в Red Velvet концепте. Появилась информация о трек-листе мини-альбома, всего в нём 7 треков. 6 сентября был выложен скриншот с названиями новых песен. 7 сентября по корейскому времени (KST) была проведена шоу-кейс-трансляция в приложении V.

### 2017: Четвёртый мини-альбомRookie, первый специальный мини-альбомThe Red Summerи второй полноформатный альбомPerfect Velvet
1 февраля 2017 года Red Velvet выпускают свой четвёртый мини-альбом Rookie. Он состоял из шести треков, включая одноимённый сингл, а также сольную песню Вэнди «Last Love (마지막 사랑)». Rookie стал № 1 в чарте альбомов Gaon и Billboard World Albums Chart. 7 февраля «Rookie» одержал победу на The Show, далее последовали победы на Show Champion, M!Countdown, Music Bank и Inkigayo. 31 марта был выпущен сингл «Would U» в рамках второго сезона проекта SM Station. С 27 июня по 10 июля участницы снимали реалити-шоу «Подниматься с Red Velvet» (англ. Level Up Project), в котором было показано их путешествие в Таиланд. Было отснято 23 эпизода, но в съёмках не принимала участия Джой ввиду съёмок в дораме «Лжец и его возлюбленная».
9 июля был выпущен пятый мини-альбом The Red Summer, ставший первым летним релизом группы. Главным синглом стала композиция «Red Flavor (빨간 맛)». Мини-альбом имел успех, оккупировав первые строчки чартов. Он стал их третьим релизом № 1, что стало рекордом среди корейских женских групп. Более того, «Red Flavor» также был успешным в цифровых чартах. С 18 по 20 августа Red Velvet провели свои первые сольные концерты «Red Room». Несмотря на то, что изначально планировалось лишь два концерта, третий добавили из-за большого спроса.
4 октября через официальный японский сайт было анонсировано проведение первого японского шоукейса. Само мероприятие состоялось 6 ноября в Токио, где группа исполнила японские версии «Dumb Dumb» и «Red Flavor». После шоукейса было объявлено, что «Red Room» состоится и в Японии в 2018 году. Концерты пройдут в Musashino Forest Sports Plaza, арене, которая будет использована во время Летних олимпийских игр в Токио.
17 ноября Red Velvet выпускают второй полноформатный альбом Perfect Velvet, где вновь предстают в «бархатном» концепте. В отличие от своего первого релиза такого же концепта, The Velvet, и альбом, и сингл были коммерчески успешными. С выпусками Rookie, The Red Summer и Perfect Velvet, а также за счёт популярности «Red Flavor» (песня, которая, по мнению Чон Чжи Вона из Osen, была лучшей в 2017 году), а также благодаря успеху в других странах, Red Velvet получили статус «лучшей женской группы» в Южной Корее, который также закреплялся и тем фактом, что Perfect Velvet продался тиражом более 100 тысяч копий, а сингл «Peek-a-Boo» выиграл свою первую награду на Inkigayo в последний день промоушена, доказывая тем самым свой долгий успех в чартах.

### 2018: ПереизданиеThe Perfect Red Velvet, японский дебют сCookie Jar, второй специальный мини-альбомSummer Magicи пятый мини-альбомRBB

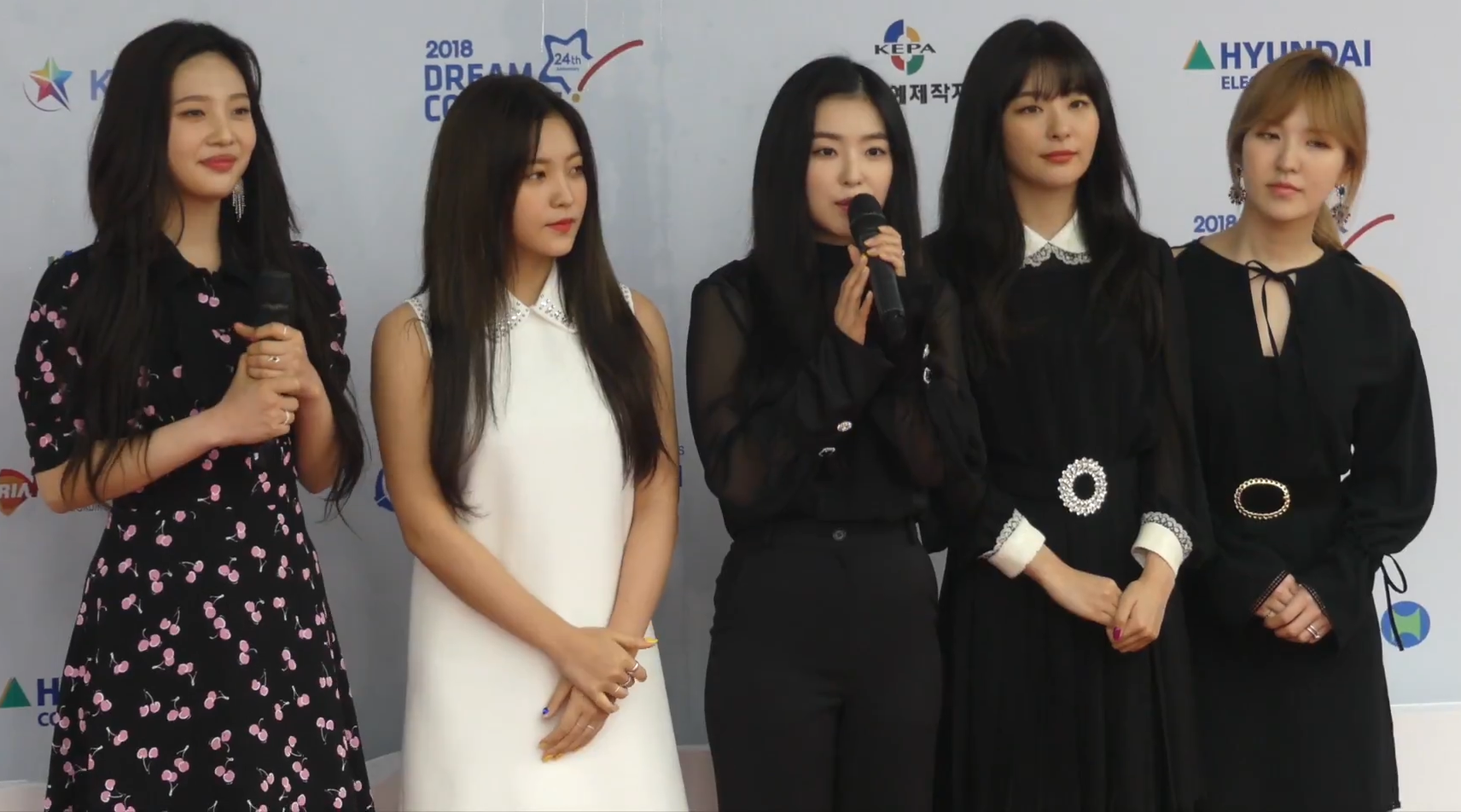
Red Velvet на Dream Concert, 12 мая 2018 года

29 января 2018 года было выпущено переиздание The Perfect Red Velvet, и группа стала лишь вторым женским коллективом в S.M. за последние 7 лет (после f(x)), кому удалось выпустить репак своего альбома. Альбом дебютировал на вершине Gaon Albums Chart, а сингл «Bad Boy» стал № 2 в Billboard World Digital Songs. Red Velvet также попали в топ-10 чарта Social 50, расположившись на 9 месте. "Bad Boy"дебютировал в Canadian Hot 100 на 87 месте, и группа стала лишь седьмым корейским артистом (третьим среди женских групп), чей релиз достиг подобного результата. Впервые победу с «Bad Boy» группа одержала на Show Champion 8 февраля.
20 марта было анонсировано, что Red Velvet вместе с другими южнокорейскими артистами (среди которых также была Сохён из Girls’ Generation) выступят на концерте в столице Северной Кореи — Пхеньяне. Это сделало их первыми артистами S.M. за последние пятнадцать лет, кто выступит на подобном мероприятии (после Shinhwa). Джой не смогла принять участие ввиду съёмок в дораме «Великий соблазнитель». 30 марта S.M. Entertainment объявили об официальном дебюта Red Velvet в Японии, который должен состояться в июле. Позднее стала известна уже точная дата — 4 июля, а также название дебютного японского мини-альбома — #Cookie Jar. 29 апреля они также провели свой первый фанмитинг в Чикаго.
23 июля был представлен дизайн официального лайтстика группы, таким образом Red Velvet стали первой женской группой S.M., получившей лайтстик. 6 августа состоялся выход шестого мини-альбома Summer Magic. Сингл «Power Up» стал № 1 в 28 странах, включая Швецию, Испанию, Турцию, Россию и Тайвань, а также заработал статус «Perfect All-Kill» в корейских музыкальных чартах, что ознаменовало первый подобный результат в карьере Red Velvet с самого дебюта. В качестве бонуса была выпущена англоязычная версия «Bad Boy».
30 ноября группа выпустила свой седьмой мини-альбом RBB. Аналогично с «Bad Boy», в альбоме присутствовала английская версия сингла «RBB (Really Bad Boy)».

### 2019—2020: Первый тур в США,Sappyи трилогияThe ReVe Festival

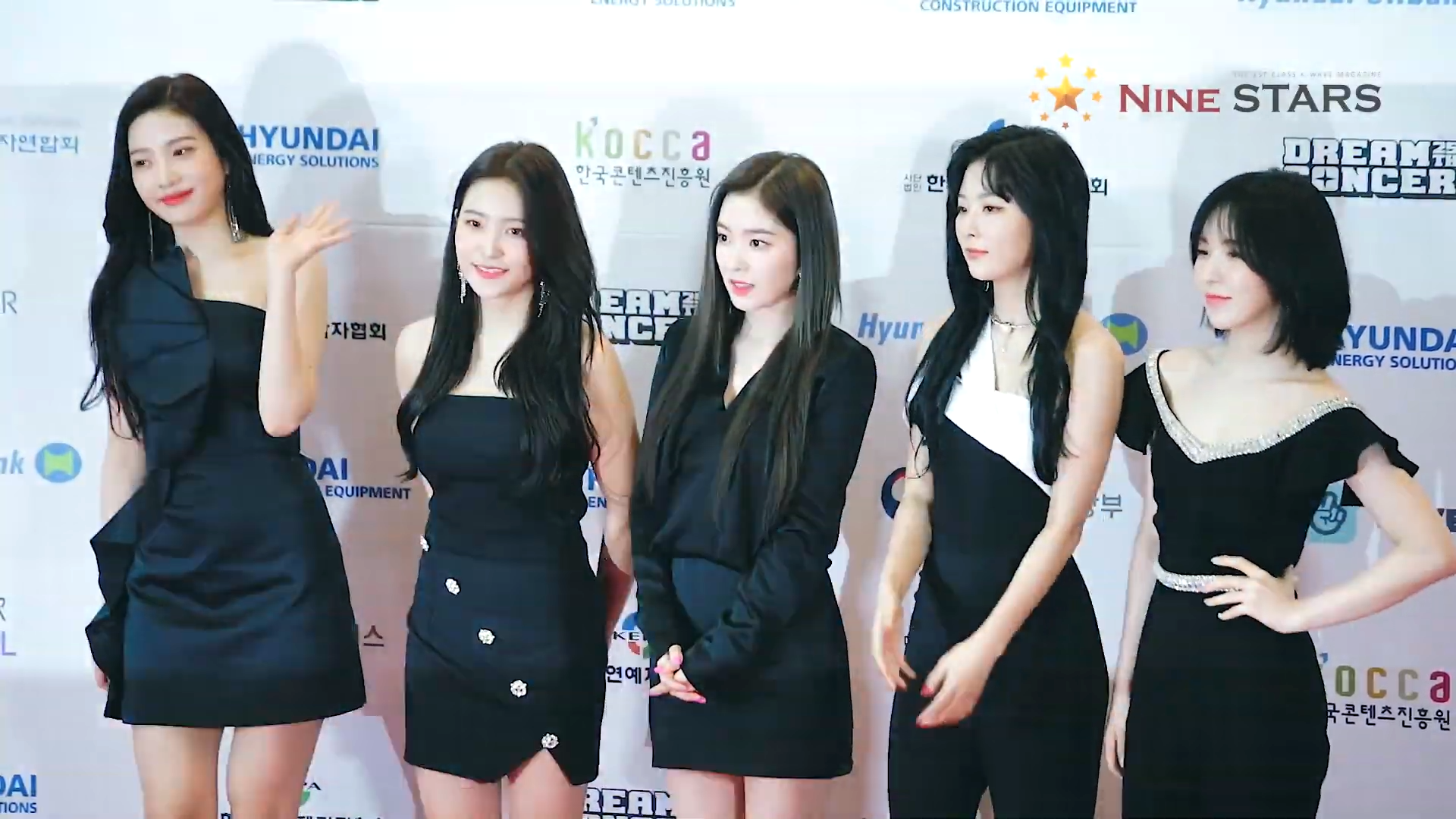
Red Velvet на Dream Concert, 18 мая 2019 года

6 января 2019 года Red Velvet выпустили видеоклип на второй японский сингл «Sappy», который стал их первым релизом для Японии с момента выхода Cookie Jar. 20 февраля был выпущен третий японский сингл «Sayonara». Оба сингла были включены во второй японский мини-альбом, SAPPY, который был выпущен 29 мая, альбом также включает японские версии «Peek-A-Boo», «Rookie» и «Power Up», а также новый сингл «Swimming Pool».
С 7 по 21 февраля группа впервые гастролировала в США и Канаде в рамках концертного тура «Redmare».
5 апреля Red Velvet были представлены в ремикс версии «Close To Me», Элли Голдинг и Diplo, с корейским текстом песни.
19 июня состоялся релиз шестого мини-альбома The ReVe Festival: Day 1 с заглавным треком «Zimzalabim», и он является первым альбомом из трилогии The ReVe Festival. 20 августа был выпущен второй альбом из трилогии The ReVe Festival: Day 2 с заглавным треком «Umpah Umpah». Последний альбом из трилогии The ReVe Festival: Finale был выпущен 23 декабря с заглавной песней «Psycho». Чтобы продвигать трилогию The ReVe Festival, группа отправилась в свой третий тур «La Rouge», который начался в Сеуле 23 и 24 ноября. В начале 2020 года турне «La Rouge» проводилось по Японии без Вэнди, которая получила травмы во время своей сольной репетиции на SBS Gayo Daejeon 2019 года 25 декабря. После трёх концертов в Японии два последних в Йокогаме были отложены из-за пандемии COVID-19.
В 2020 году Red Velvet были показаны в анимационном фильме «Тролли. Мировой тур», где они были в образе k-pop троллей, песня «Russian Roulette» также прозвучала в мультфильме. 21 августа был выпущен сингл в рамках проекта SM Station, посвящённому 20-летию с дебюта BoA, это кавер-версия песни «Milky Way». Это также ознаменовало частичное возвращение Вэнди в групповую деятельность после несчастного случая на сцене. 17 октября Red Velvet выпустила ещё один саундтрек для дорамы Start-Up под названием «Future».
21 ноября генеральный директор SM Entertainment Ли Сон Су объявил, что Red Velvet скоро вернутся с новой музыкой «с более зрелым концептом».

### 2021—настоящее время:Queendom,BloomиThe ReVe Festival 2022
28 декабря SM Entertainment объявили, что группа вернётся в составе пяти человек после годичного перерыва из-за травм Венди на онлайн-концерт SMTOWN Live «Culture Humanity». 1 января 2021 года онлайн-концерт транслировался в прямом эфире на YouTube-канале SM.
9 июня 2021 года было объявлено, что Red Velvet вернутся в августе с новым альбомом. 2 августа было объявлено, что их шестой мини-альбом, Queendom, выйдет 16 августа, который содержит шесть треков.
10 декабря группа объявила о выпуске своего первого японского студийного альбома под названием Bloom, который будет выпущен 2 февраля 2022 года «Wildside». Он должен был выйти 2 февраля 2022 года, но был отложен на 14 февраля по производственным причинам. Альбом был выпущен 6 апреля, клип на заглавный трек был выпущен 28 марта.
21 февраля было объявлено, что группа проведёт специальное живое выступление под названием «The ReVe Festival: Prologue» 19-20 марта. Выступления были отложены, поскольку 14 марта у Айрин, Джой и Йери был выявлен положительный результат на COVID-19.
21 марта Red Velvet выпустили мини-альбом The Reve Festival 2022 — Feel My Rhythm, продолжение их трилогии The Reve Festival 2019 года, с заглавным треком «Feel My Rhythm».
28 октября SM Entertainment опубликовали заявление, в котором говорилось, что Red Velvet готовят альбом и планируют выпустить его в конце ноября. 7 ноября было объявлено, что группа выпустит свой 10-й мини-альбом The ReVe Festival 2022 - Birthday 28 ноября.
9 декабря было объявлено, что 14 декабря Red Velvet выпустят сингл Beautiful Christmas совместно с aespa. Песня также войдет в девятый зимний альбом SMTOWN под названием 2022 Winter SMTOWN: SMCU Palace.
3 марта 2023 года SM Entertainment объявили, что Red Velvet проведут свой первый офлайн-концерт за три с половиной года под названием R to V 1 и 2 апреля в KSPO Dome в Сеуле.
26 апреля SM Entertainment опубликовали заявление, в котором говорилось, что Джой временно возьмёт перерыв в запланированных мероприятиях по состоянию здоровья. 20 июня SM выпустили новое заявление и объявили, что Джой возобновит свою деятельность. 1 августа во время прямой трансляции, посвящённой девятой годовщине группы, было объявлено, что Red Velvet выпустят свой третий полноформатный альбом во второй половине 2023 года.
18 сентября стало известно, что артистки вернутся со своим третьим полноформатным альбомом в ноябре. Позже в тот же день SM подтвердил эти сообщения.13 ноября вышел альбом под названием Chill Kill с одноимённым заглавным треком.

## Саб-юнит и сольная деятельность
21 апреля 2020 года SM Entertainment подтвердил, что Айрин и Сыльги образуют первый саб-юнит Red Velvet и что дуэт готовится к дебюту примерно в июне. 6 июля саб-юнит Red Velvet — Irene & Seulgi выпустил свой первый мини-альбом Monster.
Венди была первой участницей Red Velvet, дебютировавшей в качестве сольной певицы; её дебютный мини-альбом Like Water был выпущен 5 апреля 2021 года, альбом содержит пять треков в том числе одноимённый заглавный сингл. Джой была второй участницей, дебютировавшей сольно, выпустив свой дебютный специальный мини-альбом Hello 31 мая 2021 года.
6 сентября 2022 года в прессе появилась информация о предстоящем сольном дебюте Сыльги, спустя несколько часов SM Entertainment подтвердили данные заявления. Артистка дебютировала 4 октября, представив мини-альбом 28 Reason.
В отчете SM Entertainment о доходах за 3 квартал 2023 стало известно, что Вэнди выпустит мини-альбом в начале 2024 года. 8 февраля SM Entertainment сообщили, что её возвращение перенесено на март 2024 года. 12 марта вышел второй мини-альбом певицы — Wish you hell, с одноимённым заглавным треком.

## Артистизм и притягательность
Образ группы базируется на названии группы. «Red» используется, чтобы отразить сильную, яркую и чувственную концепцию, с песнями, как «Happiness», «Ice Cream Cake», «Dumb Dumb», «Peek-a-Boo» в то время как «Velvet» используется для отражения мягкой, женственной, чарующей концепции, с песнями, такими как «Be Natural», «Automatic», «7일7월(One Of These Nights)», «Bad Boy». Отдельно стоит рассматривать песни «Russian Roulette» и «Rookie», написанные в обоих концептах.
Стиль группы также влияет на стиль участниц. Для их «красной» концепции они обычно одеты в красочную, девичью одежду, такую как пастельные свитера и юбки из «Ice Cream Cake» или красные наряды кукол из «Dumb Dumb». Они одеты более зрело для их «бархатной» стороны, прежде всего, когда девочки носили костюмы для «Be Natural».

## Имидж и оценка группы
Red Velvet обычно хвалят за разрушение стереотипов о том, что у женских групп Южной Кореи бывают лишь два образа: «милые» и «невинные» или «сексуальные». Тейлор Гласби из Dazed Digital отметила, что фанбаза Red Velvet состоит из молодых девушек в стране, где фанатами женских групп обычно являются мужчины. Журнал IZE назвал группу одной из успешных женских артистов, которые помогли трансформировать «пассивный образ» южнокорейских женщин. Billboard назвал Red Velvet самой любимой k-pop группой среди всех полов и сексуальных идентичностей популярного интернет-форума Reddit.
Уникальная звуковая двойственность их дискографии привела к признанию от журнала Time о том, что Red Velvet одна из лучших кей-поп групп в мире. В ноябре 2019 года Billboard выбрал Red Velvet как «лучшую айдол-группу в настоящее время» и назвал «Red Flavor» второй лучшей к-поп-песней 2010-х годов. Выступление Red Velvet в Пхеньяне в 2018 году — сделало их седьмой айдол-группой, когда-либо выступавшей в Северной Корее, и первой с 2003 года — было частью дипломатической инициативы между Южной Кореей и Северной Кореей. Министерство культуры, спорта и туризма Южной Кореи поблагодарило группу за их вклад в распространение южнокорейской культуры. Обсуждая Корейскую волну в 2018 году, директор Корейского фонда международного культурного обмена назвал Red Velvet одной из самых талантливых айдол-групп страны, которые «в значительной степени продвигают K-pop» по всему миру.

## Состав группы
| Сценический псевдоним | Сценический псевдоним | Настоящее имя | Настоящее имя | Дата рождения | Позиция в группе                                                    |
| Основной              | Другой                | На русском    | Хангыль       | Дата рождения | Позиция в группе                                                    |
| --------------------- | --------------------- | ------------- | ------------- | ------------- | ------------------------------------------------------------------- |
| Айрин                 | Irene                 | Бэ Джу Хён    | 배주현        | 29.03.1991    | Лидер, ведущий танцор, главный рэпер, саб-вокалистка, вижуал, центр |
| Сыльги                | Seulgi                | Кан Сыль Ги   | 강슬기        | 10.02.1994    | Главный танцор, ведущая вокалистка                                  |
| Вэнди                 | Wendy                 | Сон Сын Ван   | 손승완        | 21.02.1994    | Главная вокалистка                                                  |
| Джой                  | Joy                   | Пак Су Ён     | 박수영        | 03.09.1996    | Ведущий рэпер, саб-вокалистка                                       |
| Йери                  | Yeri                  | Ким Йе Рим    | 김예림        | 05.03.1999    | Саб-вокалистка, саб-рэпер, макнэ                                    |

## Дискография
| Корейские альбомы Студийные альбомы The Red (2015) Perfect Velvet (2017) Chill Kill (2023) Мини-альбомы Ice Cream Cake (2015) The Velvet (2016) Russian Roulette (2016) Rookie (2017) The Red Summer (2017) Summer Magic (2018) RBB (2018) The ReVe Festival: Day 1 (2019) The ReVe Festival: Day 2 (2019) The ReVe Festival: Finale (2019) Queendom (2021) The ReVe Festival 2022 — Feel My Rhythm (2022) The ReVe Festival 2022 — Birthday (2022) Cosmic (2024) | Японские альбомы Студийные альбомы Bloom (2022) Мини-альбомы #Cookie Jar (2018) Sappy (2019) |  |

## Фильмография

### Реалити-шоу
- Level Up Project! (2017—2020, Oksusu, KBS Joy, True ID, XtvN, JTBC4, Wavve)

### Фильмы
| Год  | Название            | Роль        | Примечания                                | Ссылка  |
| ---- | ------------------- | ----------- | ----------------------------------------- | ------- |
| 2015 | SMTown: The Stage   | Самих себя  | Документальный фильм                      | [ 127 ] |
| 2020 | Тролли. Мировой тур | K-Pop Банда | Анимационный музыкальный комедийный фильм | [ 128 ] |

## Туры и концерты
Дебютный концерт Red Velvet «Red Room» состоялся в Олимпийском зале Сеула в августе 2017 года.

### Хэдлайнеры (туры)
- Red Velvet 1st Concert «Red Room» (2017—2018)[129][130]
- Red Velvet 2nd Concert «Redmare» (2018—2019)[131][132][133]
- Red Velvet 3rd Concert «La Rouge» (2019—2020)[134]

### Шоукейсы
- Red Velvet «ReVeluv-Baby Party» Premium Showcase in Japan (2017)[135]

### Участие в концертах
- SM Town Live World Tour IV (2014—2015)
- SM Town Live World Tour V (2016)
- SM Town Live World Tour VI (2017—2018)
- SMTOWN Live «Culture Humanity» (2021)